# Neostrotia linda
Neostrotia linda là một loài bướm đêm trong họ Noctuidae.